# Patterson (Iowa)
Patterson è un comune degli Stati Uniti d'America, situato nello Stato dell'Iowa, nella contea di Madison.
Il territorio comunale è attraversato dal fiume Middle River.